# Gerd Holzapfel
Gerd Gustav Paul Ludwig Holzapfel (* 26. Dezember 1906 in Leipzig; † 2. September 1988 in Mainz) war ein deutscher Jurist und Kommunalpolitiker (NSDAP). Er war von 1937 bis 1945 Oberbürgermeister der Stadt Mittweida im Freistaat Sachsen.

## Leben
Nach dem Schulabschluss an der Thomasschule studierte Holzapfel Rechtswissenschaften und promovierte 1931 zum Dr. jur. in Leipzig. Zum 1. Februar 1932 trat er der NSDAP bei (Mitgliedsnummer 905.514). Er wurde mit Wirkung vom 1. Mai 1937 zum Oberbürgermeister von Mittweida durch Kreishauptmann Walter Dönicke ernannt. Er war Mitglied mehrerer Aufsichts- und Verwaltungsräte und blieb bis 1945 im Amt.
Während seiner Dienstzeit kam es auch in Mittweida zur Verfolgung Andersdenkender und jüdischer Bewohner. Daneben wurde in dieser Zeit ab 1938 mit dem Neubau der Auenblicksiedlung begonnen.
1937 heiratete er Gertrud Beate Ursula Sachse. Am 22. Oktober 1940 erhielt er den Einberufungsbefehl zur Wehrmacht und wurde 1945 in Breslau eingeschlossen und verwundet.
Während des Zweiten Weltkrieges wurden in Mittweida in mehreren Betrieben ausländische Arbeiter beschäftigt und in verschiedenen Lagern untergebracht. Weiterhin verrichteten etwa 500 weibliche KZ-Häftlinge eines Außenlagers des KZ Flossenbürg vom 9. Oktober 1944 bis 13. April 1945 Zwangsarbeit in einem Betrieb der Berliner C. Lorenz AG und wurden unter den Häftlingsnummern 55240 bis 55739 registriert. Mindestens zwei von ihnen, Maria Lanella und Wlaska Fedasiuk, starben unter den unmenschlichen Lagerbedingungen.
Nach dem Zweiten Weltkrieg kehrte Holzapfel kurz nach Mittweida zurück. Im Oktober 1945 zog er nach Leipzig und arbeitete dort bis 1958 bei verschiedenen Betrieben. 1958 zog er mit seiner Familie in die BRD und war dort in Mainz tätig.
Holzapfel war Mitglied der Universitäts-Sängerschaft zu St. Pauli in Leipzig.